# Diakovere

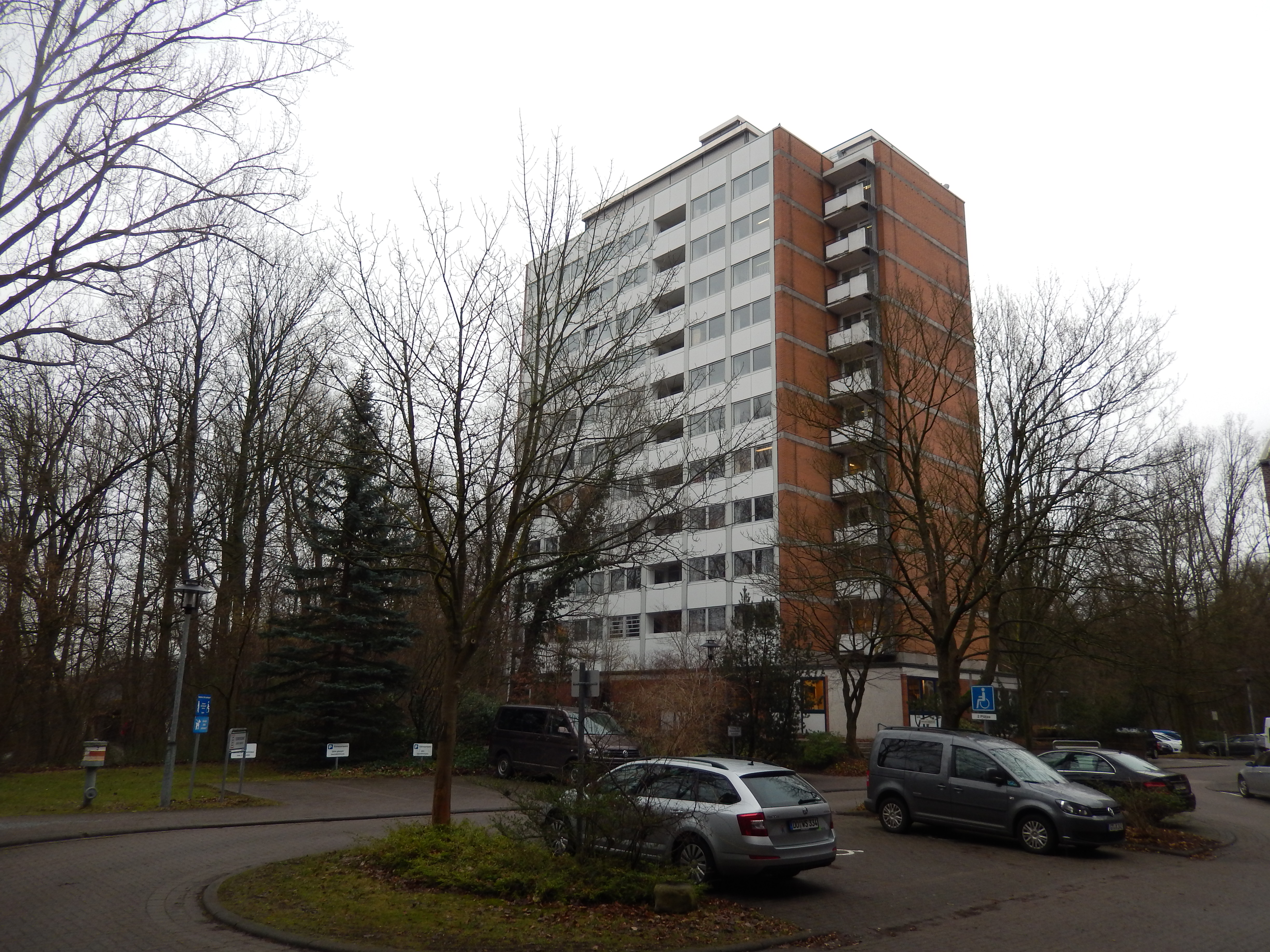
Bürogebäude der Diakovere gGmbH in Hannover

Die Diakovere gGmbH, Kurzfassung Diakovere (Eigenschreibweise DIAKOVERE), ist Niedersachsens größter Diakonie-Konzern. Die gemeinnützige GmbH ist seit dem 1. Januar 2016 Nachfolgeorganisation der Unternehmensgruppe Diakonische Dienste Hannover (DDH). Vorsitzender der Geschäftsführung ist seit April 2018 Stefan David.

## Name
Der Name Diakovere ist nach eigenen Angaben zusammengesetzt aus Diako- und -vere. Der erste Namensteil stammt von Diakonie. Der zweite Namensbestandteil ist die Endung der frühesten belegten Namensform von Hannover Hanovere.

## Geschichte
Die Diakonische Dienste Hannover gGmbH (DDH) war eine Gesellschaft, die zwölf Betriebsgesellschaften umfasste und ihren Sitz in Hannover hatte. Sie wurde im Jahr 2006 als große evangelische Dienstgemeinschaft aus den drei bereits seit dem 19. Jahrhundert bestehenden diakonischen Einrichtungen Friederikenstift, Henriettenstiftung und Annastift gegründet.
In der Stadt Hannover deckten die Krankenhäuser 25 Prozent des stationären Angebots ab bzw. 19 Prozent in der Region Hannover. Seit 2014 ist EKD-Kirchenamtspräsident Hans Ulrich Anke Aufsichtsratsvorsitzender der damaligen DDH und heutigen Diakovere.
Der Name der Gesellschaft wurde ab 1. Januar 2016 in Diakovere gGmbH geändert. Die Krankenhäuser Henriettenstift, Annastift und Friederikenstift fusionierten zur Diakovere Krankenhaus gGmbH.

## Beschreibung
In den Einrichtungen der Diakovere sind im Jahr 2022 eigenen Angaben zufolge rund 5.400 Mitarbeiter beschäftigt.
Zur Gruppe gehören neben der Diakovere Krankenhaus gGmbH die Diakovere Altenhilfe Henriettenstift gGmbH, die Behindertenhilfe Diakovere Annastift Leben und Lernen gGmbH, das Diakovere Uhlhorn Hospiz gGmbH und die Diakovere Pflegedienste gGmbH zur ambulanten Versorgung und Behandlung. Im Bildungsbereich sind die Diakovere-Akademie, das Diakovere-Fachschulzentrum sowie Kooperationen mit der Agentur für Arbeit im Berufsbildungswerk angesiedelt.
In den drei Krankenhäusern werden jährlich insgesamt rund 150.000 Patienten versorgt.
Die Unternehmensgruppe macht laut Eigenangaben einen Jahresumsatz von rund 350 Millionen Euro. 80 Prozent des Umsatzes resultierten aus dem Betrieb der drei großen Diakoniekrankenhäuser Diakovere Friederikenstift (DKF), Diakovere Henriettenstift (DKH) und Diakovere Annastift (DKA).
Nach Verlusten von über drei Millionen Euro strebte das Unternehmen ab 2016 jährliche Erlöse in Höhe von zwei Prozent des Jahresumsatzes an. Rund 160 Stellen sollten entfallen. Um Kosten zu reduzieren, plante das Unternehmen bis zum Jahr 2020 außerdem die schrittweise Aufgabe der Krankenhaus-Standorte in Kirchrode, in der List (bereits aufgegeben) und in der Innenstadt. Die Gruppe will die medizinische Versorgung auf die Standorte Calenberger Neustadt (Friederikenstift), Südstadt (Henriettenstift) und Kleefeld (Annastift) konzentrieren. Hinzukommen soll ein neues Mutter-Kind-Zentrum („Henrike“) am Kinderkrankenhaus auf der Bult.
Als gemeinnütziges Unternehmen wirbt DIAKOVERE für Projekte um Unterstützung durch Spenden, ist von der Körperschaftssteuer befreit und berechtigt, Zuwendungsbestätigungen auszustellen.

## Leitung

### Geschäftsführung Diakovere
Stand April 2023:
- Stefan David (Vorsitzender der Geschäftsführung, zugleich Vorstandsvorsitzender der Trägerorganisationen Diakovere-Stiftung, Annastift e. V. und Ev. Diakoniewerk Friederikenstift. Geschäftsführer der Diakovere Krankenhaus gGmbH Standorte Friederikenstift und Henriettenstift)
- Christian Unzicker (Medizinischer Geschäftsführer der Diakovere gGmbH sowie Geschäftsführer der Diakovere Krankenhaus gGmbH)
- Sabine Jung (Theologische Geschäftsführerin sowie Geschäftsführerin der Alten-, Behinderten- und Jugendhilfe, zugleich Vorstand der Trägerorganisationen Diakovere-Stiftung, Annastift e. V. und Ev. Diakoniewerk Friederikenstift.)

### Aufsichtsrat
- Präsident des EKD-Kirchenamtes Hans Ulrich Anke (Vorsitzender)